# مهاجرت‌های هندواروپاییان

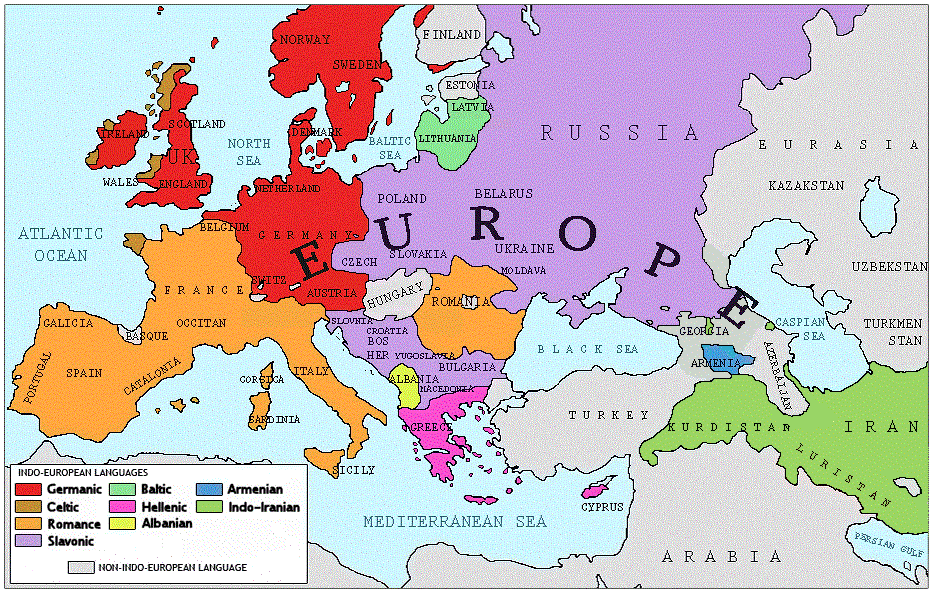
نگاره از پراکندگی زبانی زبانهای هندو-اروپایی،زبانهای هندو-ایرانی با رنگ سبز کمرنگ نمایش داده شده است.

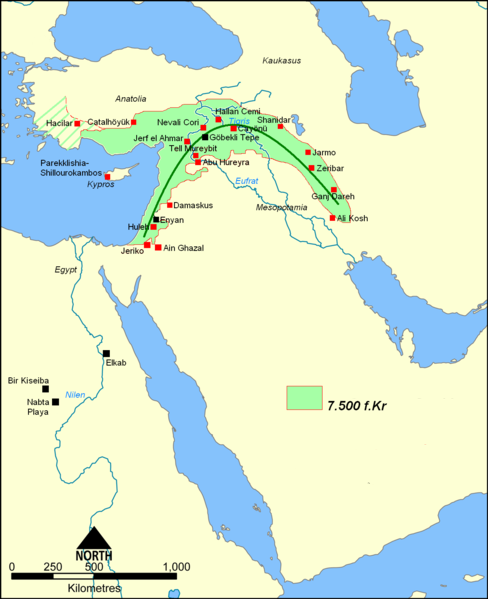
هلال حاصلخیز در ۹۵۰۰ سال پیش که بر پایه برخی فرضیه ها خاستگاه آریاییان هند، ایران، آناتولی و اروپاست

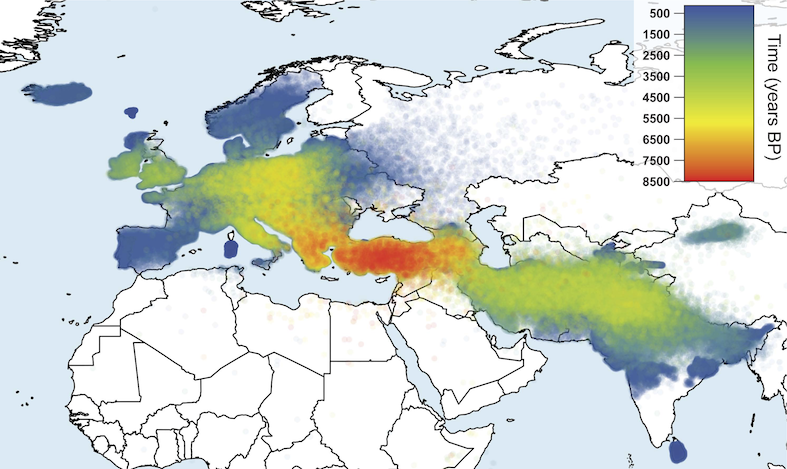
نقشه جدایی زبانی آریاییان (هندوایرانیان) و اروپاییان بر پایه فرضیه آناتولی در ۹۵۰۰ تا ۸۰۰۰ سال پیش

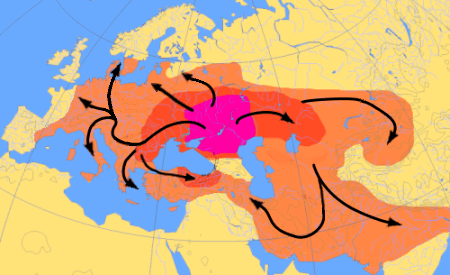
نقشهٔ مهاجرت‌های هندواروپاییان در حدود ۶۰۰۰ تا ۳۰۰۰ سال پیش از دیدگاه مُدل کورگان (Kurgan)

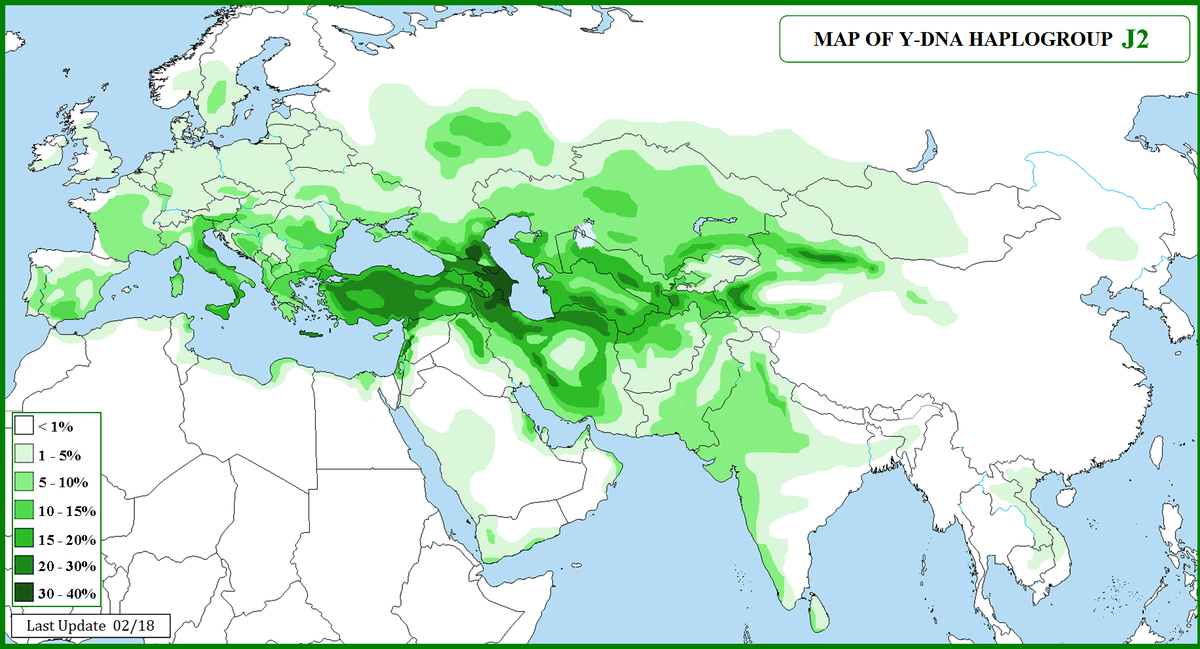

مهاجرت اقوام هندواروپایی، اشاره به مهاجرت نیاکان اقوام هندواروپایی نژاد دارد، که بر پایه تحقیات زبان شناسی، باستان‌شناسی و ژنتیک شناسی احتمالا خاستگاه اصلی‌شان در استپ گورکان باشد، هرچند اخیرا دو فرضیه جدید آناتولی و ارمنستان نیز مورد توجه قرار گرفته است.

نگاره انیمیشنی از پَراکَنده گشتن مردمان نیا-هندواروپایی از خاستگاه مادری خویش(فرهنگ گورچالی) به دیگر سرزمین های گوناگون از جمله یونان،ایتالیا،ایران،جنوب اسکاندیناوی آناتولی،ارمنستان بزرگ و ....

## مهاجرت‌های هندوایرانیان
هندوایرانیان یا آریایی ها  قومی بوده‌اند که به یکی از زبان‌های خانوادهٔ زبان‌های هندوایرانی تکلم می‌کرده‌اند. اینان شامل هندوآریاییان، مردمان ایرانی، داردی‌ها و مردمان نورستانی می‌شوند. فرهنگ‌های سینتاشتا و سپس‌تر آندرونوو را مربوط بدیشان دانسته‌اند. خاستگاه آغازین آنان را نیز جلگه اوراسیا، از غرب محدود به رود اورال و از شرق هم‌مرز تیان شان دانسته‌اند. در آینده هندوایرانی‌ها وارد فرهنگ بلخ-مرو شدند. در آینده مهاجرت هندوایرانی‌ها دو موج را شامل شد. موجی که به سوی شامات رهسپار شدند و دولت میتانی را پایه‌ریختند، و موج دیگر که با مردمان ودایی مطابقت دارند و راه جنوب شرق را در پیش گرفتند. جدایی هندیان از ایرانیان در پیرامون ۲۸۰۰ تا ۲۶۰۰ پیش از میلاد رخ‌داده است.